# Bjuråker
Bjuråker är en småort och kyrkbyn i Bjuråkers socken i Hudiksvalls kommun.
Byn ligger kring Bjuråkers kyrka vid Norra Dellen och längs länsväg 305 cirka 7 kilometer norr om Delsbo.

## Historik
Bjuråker finns omnämnd som en by sedan 1300-talet. Ursprunget till namnet har varit omtvistat. Stefan Brink skrev i boken Ortnamn i Hälsingland (1984) att Bjuråker innehåller antingen ordet "bjur", som är ett gammalt ord för "bäver", eller ordet "björn" i förledet. En allmän mening har också varit att namnet skulle betyda "bäveråker", men andra har betvivlat denna förklaring, bland annat tvivlade redan på 1700-talet kyrkoherden och författaren Olof Broman på denna förklaring. En annan förklaring är att det är en sammansättning av mansnamnet Björn, troligen namnet på någon storman i trakten, och "åker", och att förledet "Björn" sedan har ändras till "Ber" och "Bjur". Byn finns noterad som Bierakrum 1302-19 och som Biörn aker 1474.
Den första stenkyrkan i Bjuråker byggdes i början på 1300-talet, och troligen stod den färdig 1318, eftersom ärkebiskop Olof Björnsson detta år företog en inspektionsresa till Bjuråker. Troligen besökte ärkebiskopen byn för att se och inviga den nya kyrkan. Denna medeltida kyrka revs 1748. En ny kyrkobyggnad uppfördes 1750.
På 1600- och 1700-talet låg kyrkbyn norr om kyrkan och bestod av sex bondgårdar. På 1800-talet började en ny bybebyggelse söder om kyrkan växa till. Den äldre bybebyggelsen norr om kyrkan omnämndes då "gamla kyrkbyn".
I mitten av 1700-talet gjordes de första fynden av järnmalm i Bjuråkers socken och det blev inledningen till järnbruksepoken. Strömbacka och Movikens bruk som ligger inom Bjuråkers socken anses vara av riksintressen för kulturmiljövården.
Den 1 januari 1863 inrättades Bjuråkers landskommun, med Bjuråker som centralort. År 1971 blev Bjuråkers landskommun en del av den nya Hudiksvalls kommun.
Bjuråker socken har tillsammans med Delsbo socken utsetts till ett område av riksintressen för kulturmiljövården, utifrån motiveringen att det utgör ett "odlingslandskap i förhistorisk centralbygd med en sedan 1700-talet ovanligt litet förändrad bebyggelsestruktur".

## Kultur
Bjuråkers forngård är ett arbetslivsmuseum som ligger mellan Tjärnatjärn och Norra Dellen och invigdes 1953. Här finns flera äldre byggnader, som sockenstuga, bakstuga, kyrkstuga, logar. De flesta av byggnaderna har flyttats till forngården från olika byar i Bjuråkers område. På forngården finns ett skolmuseum, inrättat i den gamla sockenstugan, och ett textilmuseum.
Bjuråkersstämman är en spelmansstämma som äger rum i Bjuråker, den hålls årligen den tredje söndagen i juli.   
En konstnär som har bott i Bjuråker är Bror-Eric.

## Kända profiler från Bjuråker[7]
- Agneta Norrgård (Bokrecensent och medieprofil)
- Ann-Marie Backlund (Operasångerska)
- Britt-Marie Swing (Riksspelman)
- Bror-Eric Bergqvist (Konstnär)
- Margot Öjemark (Keramiker och tecknare)
- Olof Bergström (Predikant)
- Rikard Palm (Journalist)
- Roger Pontare (Sångare)